# US-Cuba Democracy PAC
 (avril 2016).
 (juillet 2020).
 (mai 2018).
Le contenu est difficilement compréhensible vu les erreurs de traduction, qui sont peut-être dues à l'utilisation d'un logiciel de traduction automatique.
US Cuba Democracy PAC est un groupe de pression que fait des tâches de lobby dans le Congrès des États-Unis et en la Maison Blanche, avec l'objectif déclaré de promouvoir une transition inconditionnelle qui porte au Cuba; la démocratie, l'empire de la loi, et le libre marché.

## Activités et objectifs déclarés
L'organisation US-Cuba Democracy PAC mène à terme des tâches de lobby dans le Congrès des États-Unis, dans divers sujets et en des diverses initiatives législatives, entre elles;
- S'opposer à qualquier projet de loi que finance l'existence prolongée du régime castrista.

- Donner courage aux membres du Congrès des États-Unis, pour agir de convaincre aux personnes que font partie autres parlements de tout le Monde, pour qu'ils soutiennent les légitimes aspirations de liberté du village du Cuba.

- Défendre à l'hémisphère occidental contre la menace que peut arriver à représenter le régime castrista.

- Préparer à la prochaine génération de leaders démocratiques cubains.

- US Cuba Democracy PAC offre son soutien à des candidats; qu'ils ont un papier clef dans les comités du Congrès, que sont responsables des sujets liés avec le Cuba, et qu'ont démontré son soutien en faveur de la lutte par les Droits humains en Cuba.

- US Cuba Democracy PAC a pour objectif de faire arriver son opinion aux nouveaux membres du Congrès, dans un effort par créer un soutien bipartisano en faveur de la saisie contre le régime castrista.

## Histoire
L'organisation US Cuba Democracy PAC a été créée au mois d'août 2003.

## Membres important
Anolan Ponce, Maurice Claver-Carone, Gus Machado, Raul Masvidal, et Remedios Díaz Oliver.